# Henri Marty
Pour les articles homonymes, voir Marty.

a Compétitions nationales et continentales officielles uniquement.

Henri Marty, né le 19 septembre 1907 à Chalabre (Aude) et mort le 3 décembre 1992 à Manosque (Alpes-de-Haute-Provence), est un joueur français de rugby à XV et de rugby à XIII évoluant au poste d'arrière dans les années 1920 et 1930.
Sa carrière sportive est composée de deux phases. La première se déroule au club de rugby à XV du Lyon OU au début des années 1930 avec lequel Henri Marty remporte à deux reprises le Championnat de France de rugby à XV en 1932 et 1933 ainsi que le Challenge Yves du Manoir en 1933 en compagnie de Joseph Griffard et Vincent Graule. Il change de code de rugby lors de l'arrivée du rugby à XIII et joue durant cinq saisons au Lyon XIII remportant la Coupe de France en 1935 aux côtés de Robert Samatan, Gaston Amila, Antonin Barbazanges, Charles Mathon et Griffard.

## Biographie
Henri Marty naît le 19 septembre 1907 à Chalabre dans le département français de l'Aude.
Il meurt le 3 décembre 1992 à Manosque dans les Alpes-de-Haute-Provence.

## Palmarès

### Rugby à XV
- Collectif :
  - Vainqueur du Championnat de France : 1932 et 1933 (Lyon OU).
  - Vainqueur du Challenge Yves du Manoir : 1933 (Lyon OU).
  - Finaliste du Championnat de France : 1931 (Lyon OU).

### Rugby à XIII
- Collectif :
  - Vainqueur de la Coupe de France : 1935 (Lyon XIII).

#### Détails en club
| Saison    | Saison               | Championnat           | Championnat | Coupe           | Coupe      |
| Saison    | Saison               | Comp.                 | Class.      | Comp.           | Class.     |
| --------- | -------------------- | --------------------- | ----------- | --------------- | ---------- |
| 1934-1935 | US Lyon-Villeurbanne | Championnat de France | 3e          | Coupe de France | Vainqueur  |
| 1935-1936 | US Lyon-Villeurbanne | Championnat de France | 1/2 finale  | Coupe de France | 1/4 finale |
| 1936-1937 | US Lyon-Villeurbanne | Championnat de France | 5e          | Coupe de France | 1/4 finale |
| 1937-1938 | US Lyon-Villeurbanne | Championnat de France | 1/4 finale  | Coupe de France | 1/4 finale |
| 1938-1939 | US Lyon-Villeurbanne | Championnat de France | 8e          | Coupe de France | 1/8 finale |